# Bat Ayin
Bat Ayin (Hebreeuws: בַּת עַיִן), is een Israëlische nederzetting behorend tot het Goesj Etsion-nederzettingenblok op de bezette Westelijke Jordaanoever tussen Jeruzalem en Hebron in het Palestijnse gouvernement Bethlehem. In de praktijk wordt de nederzetting evenwel niet door de Palestijnse regering bestuurd en valt het onder de Regionale raad van Gush Etzion in het Israëlische district Judea en Samaria.
Het is een religieuze nederzetting, waarin zich modern-orthodoxe, religieus-zionistische Joodse kolonisten gevestigd hebben, die moderne orthodoxie en religieus zionisme combineren met bepaalde aspecten van het chassidisme. Zij affiliëren zich onder andere met de bewegingen Chabad en Breslov.
De Westoeverbarrière met zijn militaire controleposten (checkpoints) is diep in Palestijns gebied gebouwd ver over de in 1967 vastgestelde Groene Lijn. Door de voortgaande uitbreiding van het nederzettingenblok in dat gebied zijn sindsdien de bestaande Palestijnse dorpen zoals Al Walaja, Nahalin, Battir en Husan (aan de ene kant) en Beit Jala en Beit Sahour (aan de andere kant) van elkaar geïsoleerd en gescheiden van hun landbouwgrond, wijn- en olijfgaarden. Israël heeft ten bate van deze en de andere nederzettingen tunnels en wegen aangelegd die niet toegankelijk zijn voor de Palestijnse bevolking.

## Incident
In april 2009 werd in de nederzetting een Israëlische jongen van 13 gedood en een andere jongen gewond na aangevallen te zijn door een Palestijnse man.